# Nieuwpoort (Belgia)
Nieuwpoort (fr. Nieuport, vls. Nieuwpôort) – miasto uzdrowiskowe  w Belgii, w Regionie Flamandzkim, w prowincji Flandria Zachodnia, w okręgu Veurne. 1 stycznia 2024 liczyła 11 455 mieszkańców. Leży nad rzeką IJzer, na Wybrzeżu Belgijskim, nad Morzem Północnym.
W mieście rozwinął się przemysł spożywczy.

## Podział administracyjny
W skład miasta wchodzą dwie dzielnice (deelgemeente):
- Ramskapelle
- Sint-Joris (Saint-Georges)

## Współpraca
Miejscowości partnerskie:
- Durbuy, Luksemburg
- Nieuwpoort, Niderlandy
- Rodgau, Niemcy